# Микаелян, Мушег Авакович
Муше́г Ава́кович Микаеля́н (арм. Մուշեղ Միքայելյան, 7 ноября 1948, Талин — 3 декабря 2004) — армянский политический и государственный деятель.
- 1969 — окончил Ереванский государственный университет. Филолог. Публицист.
- С 1969 — был литсотрудником журнала “Гарун”.
- С 1971 — заведующий отделом, ответственный секретарь, заместитель редактора газеты “Авангард”.
- С 1988 — ответственный секретарь газеты “Советская Армения”.
- С 1991 — заместитель главного редактора газеты “Республика Армения”.
- 1990—1991 — основал и редактировал еженедельники “Урбат”, “Азатамарт”, ежемесячники “Аспар”, “Варужан”, “Митк”, “Зангак”.
- 1995 — являлся ответственным газеты “Дрошак” в Армении, в 1998 — главный редактор газеты “Еркир”.
- 1999—2003 — был депутатом парламента. Член постоянной комиссии по вопросам науки, образования, культуры и молодежи. Член «АРФД».
- 25 мая 2003 — вновь избран депутатом парламента. Член постоянной комиссии по обороне, национальной безопасности и внутренним делам. Член «АРФД».
- 10 ноября 2003 — назначен заместителем министра образования и науки Армении.